# Oribatella sexdentata
Oribatella sexdentata är en kvalsterart som beskrevs av Berlese 1916. Oribatella sexdentata ingår i släktet Oribatella och familjen Oribatellidae. Inga underarter finns listade i Catalogue of Life.